# Feuersteinbergwerke Dänemarks und Schwedens
Die neolithischen Feuersteinbergwerke Dänemarks und Schwedens wurden primär während zweier Phasen ausgebeutet.

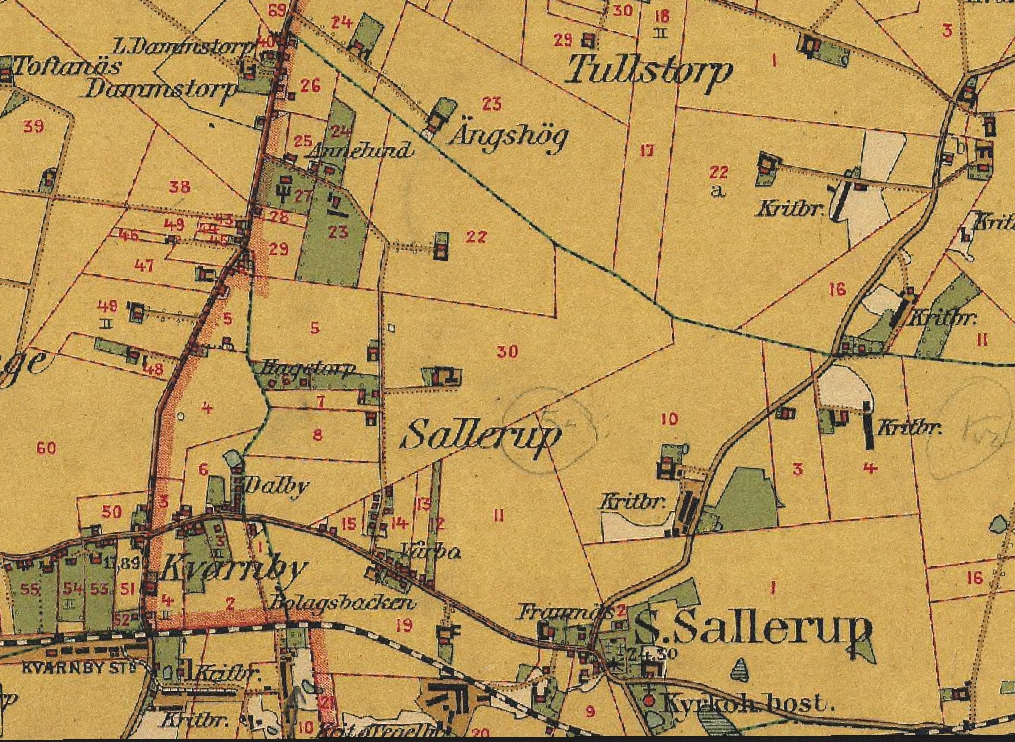
Lage von Södra Sallerup

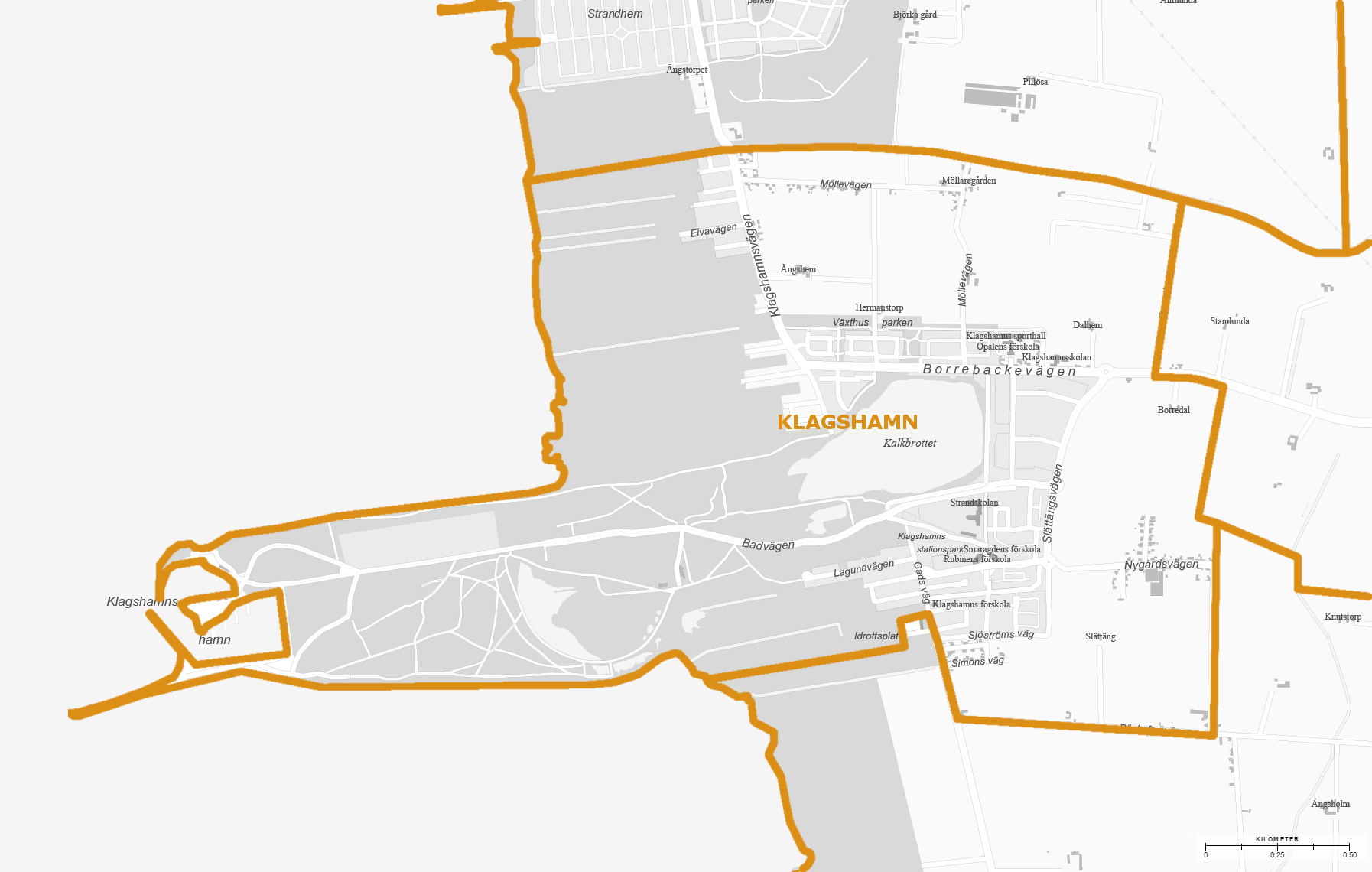
Karte von Klagshamn

Im westlichen Schonen liegen die neolithischen Bergwerke von Södra Sallerup und Klagshamn bei Malmö.
In Teilen Nordjütlands und im Südosten der Inseln Seeland und Mön ist der Feuerstein in Kreideschichten eingelagert. Feuersteinbergwerke sind in Dänemark bislang jedoch nur aus der Region Thisted bekannt. In Hov brachten die Ausgrabungen von 1957–59 und 1965 eine Reihe großer Schächte mit Weitungen ans Licht. Bei Aalborg und Hillerslev wurden Feuersteinbergwerke eines anderen Typs ausgegraben. Hier wurde der Feuerstein in langen und schmalen, aber nicht sehr tiefen Schürfen im Tagebau gewonnen. Die gewonnenen Feuersteine dienten als Rohmaterial für Dolche. Hier wurde keine Siedlung gefunden.
Wenn der Kalk fest war, wurde Feuerstein bis zu einer Tiefe von 8,0 Metern, in bis zu 3,0 Meter breiten Weitungen abgebaut. Auf diese Weise wurden von einem senkrechten Schacht aus Flächen von 30–50 Quadratmeter ausgebeutet. Wenn die Kreide locker war, nutzten die Bergleute breitere Schächte mit einfachem Ausbau.
Die Axtrohlinge wurden an Ort und Stelle grob gebrochen und dann abtransportiert. Bei Hov und Nørre Bjerre wurden Spuren ständiger Siedlungen gefunden. Die Neolithiker waren hier jedoch nur wegen des Bergbaus aktiv. Beide Orte lieferten Daten, die um etwa 2800 v. Chr. in der neolithischen Periode liegen. Die nächste Bergbauphase stammt aus dem Spätneolithikum um etwa 1800 v. Chr.
Während der Ausgrabungen von Kvarnby bei Malmö in Schonen wurde eine dritte Abbauperiode des Feuersteins dokumentiert. Sie bestätigt Beobachtungen von Hov in Jütland. Während der späten Bronzezeit wurden dort Reste eines regelmäßigen, aber primitiveren Bergbaus in unregelmäßig im Kalk angelegten Gruben festgestellt. Sie waren an der Oberfläche 3–5 Meter breit und höchstens 4,0 m tief. Dieser Feuerstein gelangte auch den Norden Skandinaviens. Feuerstein wurde noch während der Spätbronzezeit für einige Arten von Geräten verwendet.